# 亨特·阿姆斯特朗
亨特·阿姆斯特朗（英語：Hunter Armstrong，2001年1月24日—）是一名出生於美國俄亥俄州多佛的男子游泳運動員，曾經獲得美國青少年游泳錦標賽自由泳及仰泳冠軍。

## 外部連結
- 亨特·阿姆斯特朗的Instagram帳戶